# City A.M.
City A.M. — британская деловая ежедневная газета, издающаяся в Лондоне. 
Принадлежит британской компании City A.M. Limited. Основана в 2005 году. Газета содержит около 40 полноцветных страниц. Основная тематика: новости, финансы и бизнес, образ жизни и спорт. Политически ориентирована на идеологию консерватизма. Выходит с понедельника по пятницу. Распространяется в Лондоне и близлежащих графствах. 90 % доходов издания поступает за счёт рекламы.